# Naours
Naours (picardisch: Nour) ist eine nordfranzösische Gemeinde mit 1055 Einwohnern (Stand 1. Januar 2022) im Département Somme in der Region Hauts-de-France. Die Gemeinde liegt im Arrondissement Amiens und gehört zum Kanton Corbie.

## Geographie
Die für ihre Souterrains bekannte Gemeinde an der Nièvre liegt rund 15 Kilometer ostsüdöstlich von Domart-en-Ponthieu und 18 Kilometer nördlich von Amiens.

## Einwohner
| 1962 | 1968 | 1975 | 1982 | 1990 | 1999 | 2006 | 2011 |
| ---- | ---- | ---- | ---- | ---- | ---- | ---- | ---- |
| 636  | 683  | 721  | 962  | 1050 | 1124 | 1139 | 1128 |

## Verwaltung
Bürgermeister (maire) ist seit 2008 Jean-Michel Bouchy.

## Sehenswürdigkeiten
- Souterrain von Naours mit zwei hierher translozierten Windmühlen, als Monument historique eingetragen (Base Mérimée PA00116209 und PA00116210)
- Kirche Saint-Martin
- Kriegerdenkmal

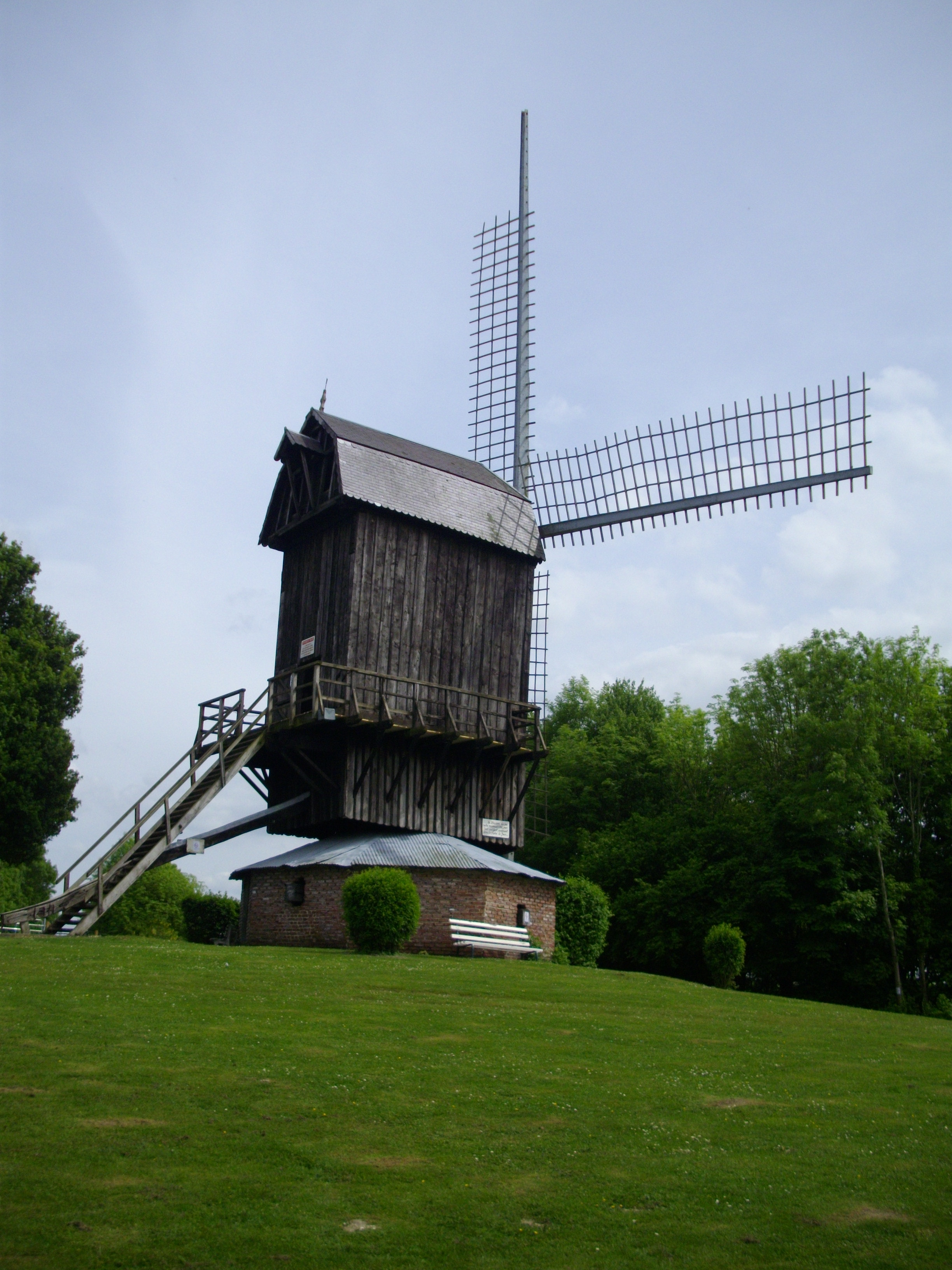
Windmühle von Belcan
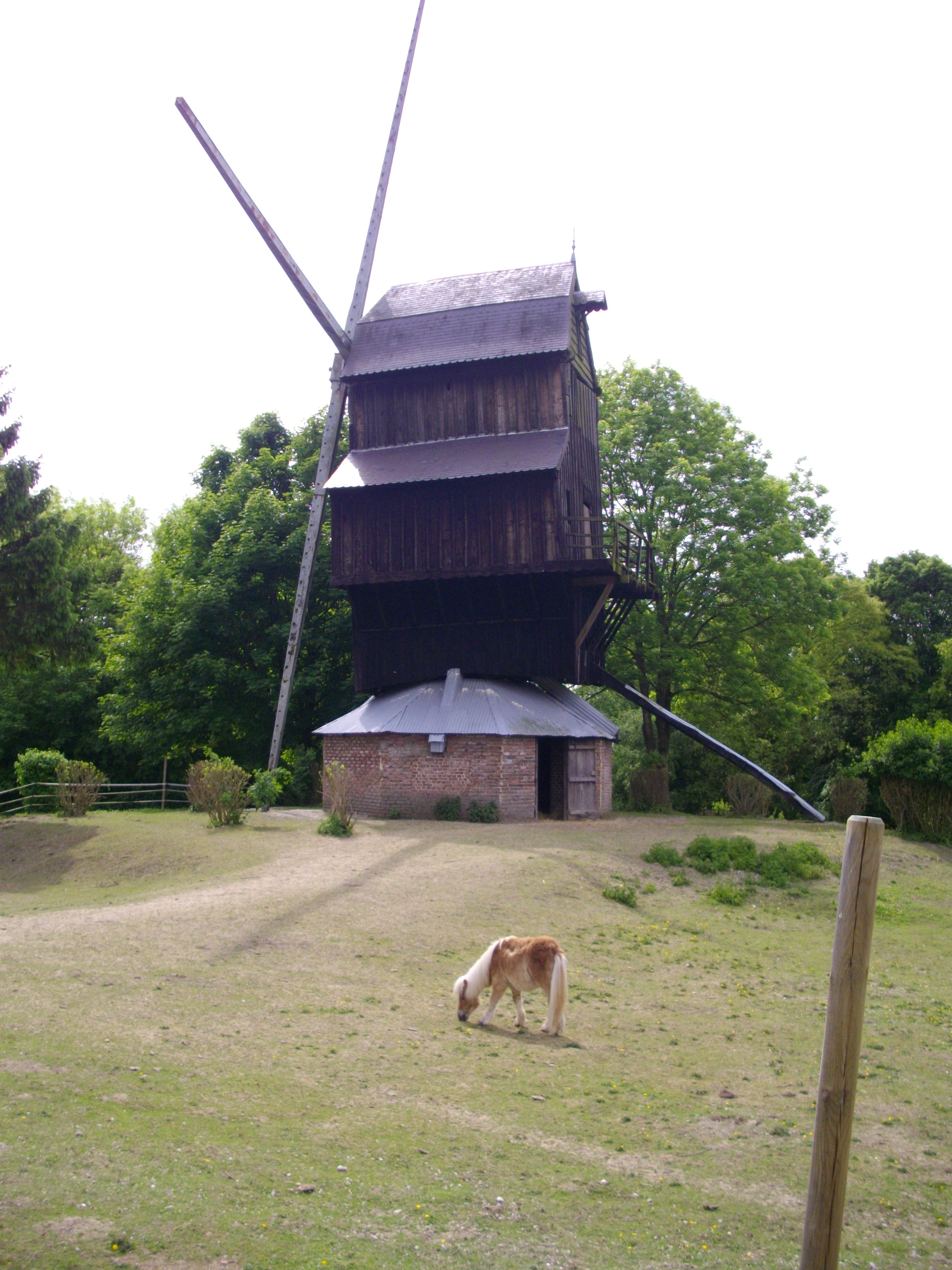
Windmühle Westmolen

## Persönlichkeiten
- Francis Delattre, Mitglied des französischen Senats, 1946 in Naours geboren.